# Aurorarctos tirawa
Aurorarctos tirawa è una specie estinta di mammiferi carnivori, appartenente agli ursidi. Visse nel Miocene medio (circa 15 - 12,5 milioni di anni fa) e i suoi resti fossili sono stati ritrovati in Nordamerica.

## Descrizione
Questo animale doveva assomigliare a un orso attuale, e le dimensioni erano piuttosto ridotte; si suppone che Aurorarctos fosse grande quanto un orso malese attuale (Ursus malayanus), anche se la corporatura era molto più robusta. Aurorarctos era dotato di una mandibola robusta e sempre più alta verso la parte posteriore. La serie dei premolari era completa; dal secondo al quarto premolare inferiore erano dotati di doppia radice. La mandibola era priva di fossa premasseterica o di processo marginale. Il quarto premolare superiore era sprovvisto di parastilo e di protocono, e il lobo interno era situato nella metà anteriore del dente. Il primo molare superiore era dotato di un grosso cingolo posterolinguale simile a una cuspide, mentre il secondo molare superiore era dotato di un corto tallone, con una debole cresta accessoria anteromediale del paracono e protocono e metacono connessi. Il quarto premolare inferiore era dotato di una cresta linguale e una cresta posteriore non suddivisa. Il primo molare inferiore aveva un protocono dotato di cresta curva anteriormente e una cresta posteriore appena abbozzata; l'entoconide non era suddiviso. Il secondo molare inferiore era dotato di un trigonide ampio e un paraconide separato.

## Classificazione
Aurorarctos tirawa è considerato il più antico membro degli Ursinae, la sottofamiglia comprendente tutti gli orsi attuali a eccezione del panda gigante (Ailuropoda melanoleuca). Aurorarctos si differenziava da animali leggermente più antichi o coevi come Ballusia, Miomaci e Ursavus per alcuni tratti della dentatura che, invece, lo avvicinano maggiormente ai generi Ursus e Tremarctos. Aurorarctos tirawa venne descritto per la prima volta nel 2020, sulla base di resti fossili ritrovati nella Contea di Cherry in Nebraska (USA), in terreni risalenti al Miocene medio.

## Paleoecologia e importanza dei fossili
I caratteri dentari di Aurorarctos, così come quelli degli orsi attuali, permettono una masticazione su piano sagittale; questo tipo di masticazione è correlato con una dieta onnivora con una particolare predilezione per il cibo vegetale. Si suppone che Aurorarctos sia stato il primo orso a sviluppare questo tipo di dentatura. Secondo lo studio del 2020, la transizione anatomica verso un'efficienza masticatoria accresciuta, forse unita alla capacità di ibernarsi, potrebbe aver aiutato gli orsi a superare precedenti limiti ecologici riguardanti la taglia corporea e potrebbe aver condotto all'evoluzione di una linea evolutiva distinta di mammiferi carnivori dalle tendenze francamente erbivore di grande taglia.